# Hanns Seidel
Pour les articles homonymes, voir Seidel.
 (janvier 2019).
Si vous disposez d'ouvrages ou d'articles de référence ou si vous connaissez des sites web de qualité traitant du thème abordé ici, merci de compléter l'article en donnant les références utiles à sa vérifiabilité et en les liant à la section « Notes et références ».
Hanns Seidel (né le 12 octobre 1902 à Schweinhein, Aschaffenbourg, Bavière ; mort le 5 août 1961 à Munich) est un homme politique bavarois, ministre-président de Bavière de 1957 à 1960.

## Biographie
Docteur en droit en 1929, il s’établit en tant qu’avocat à Aschaffenburg. Membre du Parti populaire bavarois (Bayerische Volkspartei), il refuse la politique raciale nazie. Officier de réserve, il prend part à la Seconde Guerre mondiale.
Membre CSU de l’Assemblée constituante du Land et du Landtag bavarois en 1946, il est appelé au gouvernement bavarois par Hans Ehard au poste de ministre de l’Économie, poste qu’il occupe jusqu’en 1954. Cette année-là, la CSU se retrouve dans l’opposition. Chef de l’opposition, Hanns Seidel est élu président de la CSU en 1955, fonction qu’il occupe jusque six mois avant sa mort. Il mène la reconstruction du parti et lui offre en 1958 son meilleur score depuis la guerre (la majorité absolue des suffrages). Élu ministre-président de Bavière dès 1957, un accident interrompt sa carrière en janvier 1960 et ses blessures sont à l’origine de sa mort. Il est enterré au cimetière de l'Ouest de Munich.
La fondation politique proche de la CSU porte son nom : Hanns-Seidel-Stiftung.